# Штайнбрунн
Штайнбрунн (нім. Steinbrunn) — ярмаркова громада в політичному окрузі Айзенштадт-Умгебунг федеральної землі Бургенланд, в Австрії.
Штайнбрунн лежить на висоті  241 м над рівнем моря і займає площу  15,4 км². Громада налічує 2464 мешканців. 
Густота населення 160/км².  
|                                     |
| Штайнбрунн на мапі округу та землі. |

 Адреса управління громади: Obere Hauptstraße 1, 2491, 7035 Steinbrunn.

## Демографія
Історична динаміка населення міста за даними сайту Statistik Austria

## Виноски
1. ↑  Dauersiedlungsraum der Gemeinden Politischen Bezirke und Bundesländer - Gebietsstand 1.1.2018 — Статистичне управління Австрії.
2. ↑  Einwohnerzahl 1.1.2018 nach Gemeinden mit Status, Gebietsstand 1.1.2018 — Статистичне управління Австрії.
3. ↑   www.steinbrunn.at
4. ↑  Gemeindedaten von Steinbrunn

| Австрія | Це незавершена стаття з географії Австрії. Ви можете допомогти проєкту, виправивши або дописавши її. |